# 正晃
正晃株式会社（せいこう、英: SEIKO CO.,LTD.）は、福岡県福岡市東区松島三丁目に本社を置く、総合試薬ディーラーである。主力商品は試薬や理化学機器、診断薬、検査機器や検査システム、工業薬品等。

## 沿革
- 1950年 9月- 正晃化学薬品商会創業
- 1955年 3月- 正晃化学薬品株式会社設立
- 1988年 9月- 正晃株式会社へ社名変更

## 拠点

### 本社
- 福岡市東区松島3丁目34番33号

### 営業所
- 福岡第一営業所（福岡県福岡市）、福岡第二営業所（福岡県福岡市）、北九州営業所（福岡県北九州市）、久留米営業所（福岡県久留米市）、大分営業所（大分県大分市）、佐賀営業所（佐賀県佐賀市）、山口営業所（山口県山口市）、熊本営業所（熊本県熊本市）、沖縄支店（沖縄県島尻郡南風原町）、宮崎営業所（宮崎県宮崎市）、鹿児島営業所（鹿児島県鹿児島市）、東京支店（東京都新宿区若葉 (新宿区)）、長崎営業所（長崎県諌早市）、下関配送センター（山口県下関市）

### 関連会社
- 正晃テック株式会社（福岡県福岡市）、沖縄メディックス株式会社（沖縄県島尻郡南風原町）、佐賀正晃株式会社（佐賀県佐賀市）、上海正晃商貿有限公司（上海市）